# 彼得舍姆 (麻薩諸塞州)
彼得舍姆（英語：Petersham）是一個位於美國麻薩諸塞州烏斯特縣的鎮。

## 人口
根據2020年美國人口普查的數據，彼得舍姆的面積為176.90平方千米，當中陸地面積為140.50平方千米，而水域面積為36.40平方千米。當地共有人口1194人，而人口密度為每平方千米7人。